# Balneari de la Font Picant
El Balneari de la Font Picant és una obra eclèctica de Sant Hilari Sacalm (Selva) inclosa a l'Inventari del Patrimoni Arquitectònic de Catalunya.

## Descripció
Balneari orientat a ponent i situat a 5 km de Sant Hilari, al peu de la riera d'Osor.
Conjunt format per: l'Establiment (antic hotel), les fonts: número 1 (o de Sant Josep), font número 3 (o de Santa Teresa), la caseta de la Font Picant, un jardí i un pou de glaç (situat al jardí), i antigament també hi havia un petit llac artificial.
L'Establiment és un edifici de grans dimensions, de planta quadrada, amb planta baixa, tres pisos i golfes. Davant de l'entrada principal hi ha un porxo amb arc de mig punt que sostenta una balconada amb balaustrada.
Totes les obertures són en arc rebaixat i amb llinda de rajol. Els pisos queden separats visualment per una cornisa.
A l'interior hi ha sales de joc, una sala d'espectacles i una capella.

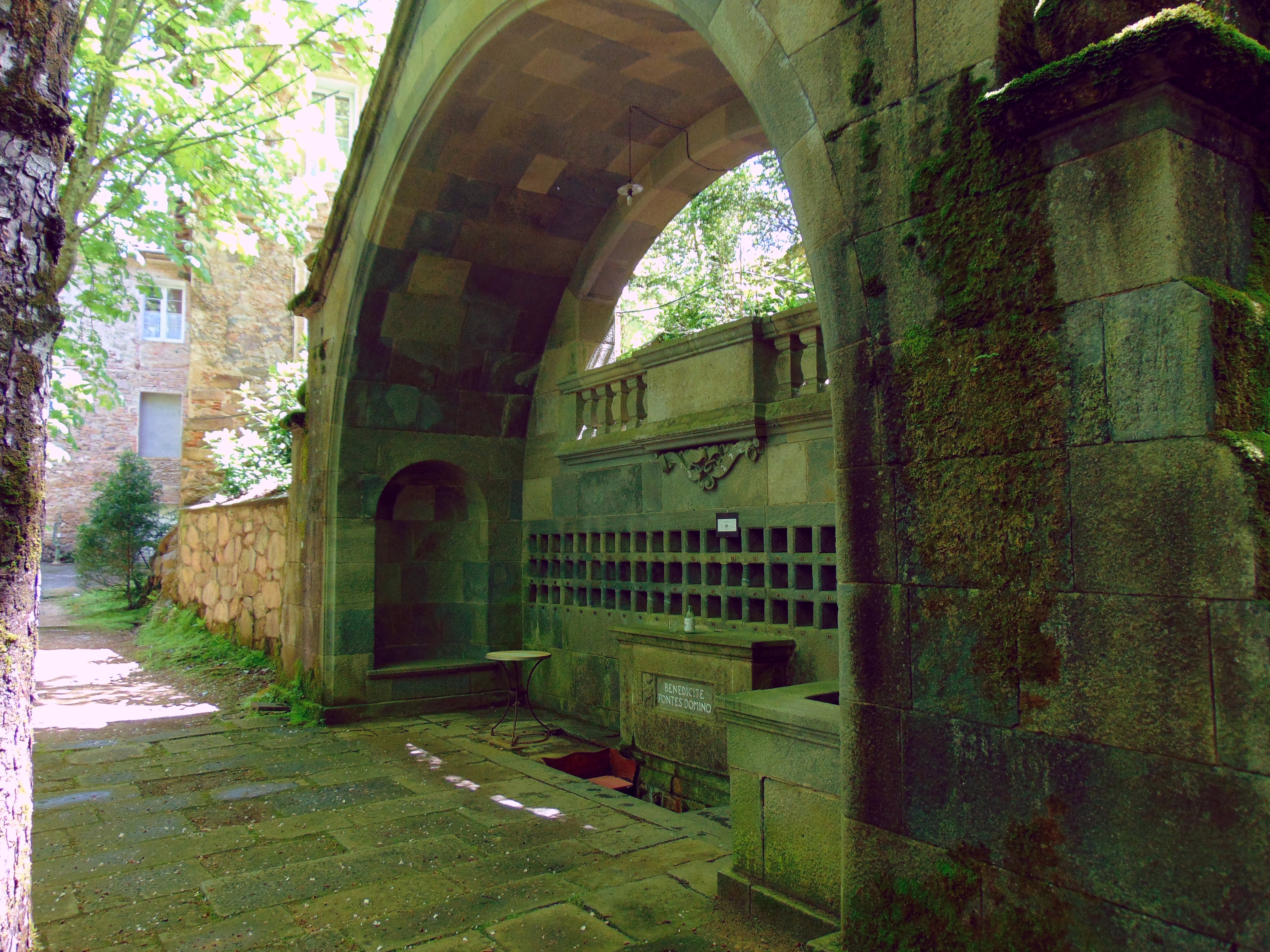
Font de Sant Josep

La font de Sant Josep, situada al peu de la riera i a pocs metres de la carretera, fou descoberta a mitjans del segle xviii, i ja a finals del mateix segle les seves aigües foren reconegudes per les seves propietats guaridores. L'actual font és del 1927. Realitzada en pedra (color gris-verd), té un arc de mig punt, amb una teulada a doble vessant que protegeix el brollador, i al seu voltant té un seguit de bancs i lleixes. Les propietats curatives de les seves aigües foren donades a conèixer pel Dr. Josep Gravalosa.
La font de Santa Teresa fou descoberta l'any 1877, i declarada d'utilitat pública al 1899, però la seva monumentalització pertany al 1925. Una construcció de pedra (del país) envolta la font, amb un ràfec que sobresurt força, i unes rajoles decorades amb rombes, i amb coberta a doble vessant i amb porta d'entrada en arc de mig punt i adovellada, amb arcs en degradació.
La caseta està situada dintre de l'itinerari seguit per visitar les fonts. És de planta rectangular i de pedra, les cantonades i les obertures estan remarcades amb maó vist. La coberta, és una teulada feta amb teules de pissarra, a quatre vessants, i acabada en punxa.
El jardí de la font Picant està situat a uns metres del Balneari. De gran dimensions, té alguns bancs i hi ha un gran arc que fa d'entrada, amb una escalinata, en arc de mig punt i en pedra.
Dintre del jardí hi ha un pou de glaç cobert de verdisses, de forma cilíndica i reduïdes dimensions (uns 5 m d'amplada i uns 7 de 8 de fondària) que actualment encara conserva la seva estructura. Té una obertura (a la cara nord-est) i està cobert per una volta de rajol. Aquest pou antigament aprofitava les aigües de la riera d'Osor. Estava destinat en bona part al consum propi del balneari.

## Història
La construcció del balneari de la Font Picant és originària de 1880 i l'Establiment era conegut com a Hotel Martín.
Es va inaugurar el 15 de juny de 1881 i es convertí en un important centre d'estiueig. Durant les primeres dècades del segle xx va viure l'esplendor dels balnearis catalans de l'època.
Durant la Guerra Civil fou hospital i l'any 1939 va deixar de funcionar com a balneari, i es convertí en hotel i restaurant, ara únicament obre les portes per la gent que vulgui passejar i tastar les aigües de la font i per convencions i congressos.
Es poden consultar fotografies de diferents èpoques de les fonts a l'Arxiu privat de A. Serradesanferm. Per exemple, sabem que abans de l'edificació actual, la font de Sant Teresa consistia en una mena de cobert que volava de la carretera d'Osor sobre el camí prop de la riera. La font es trobava en una petita cova i es tancava amb una reixa de ferro,.
Les aigües de Santa Teresa s'ha n de prendre sota preeinscricpió mèdica i a una temperatura determinada.
El jardí i el pou de glaç estaria lligat a la construcció de l'establiment, a finals del segle xix. actualment l'accés és fàcil, i es troba davant per davant de la capella de Mansolí Nou.